# Paul Splingaerd
Paul Splingaerd (Bruxelles, 12 aprile 1842 – Xi'an, 26 settembre 1906) è stato un importante mandarino cinese di alto rango, di origine belga, della fine della dinastia Qing.
In quanto sia belga sia cinese, Paul ha agito come intermediario tra diversi progetti sino-belga alla fine del XIX secolo. I più noti sono le trattative con il Belgio per la costruzione della prima ferrovia in Cina (la ferrovia Pechino-Hankou) e lo sviluppo di imprese belga-cinesi in ambito industriale, commerciale e minerario. Paul ha inoltre avviato le trattative per la costruzione del primo ponte di ferro sul fiume Giallo a Lanzhou, capitale della provincia di Gansu, ora noto come Qiao Zhongshan (Sun Yat-sen Bridge), tuttavia morì prima che fosse costruito.
Molto popolare in Cina, dove era conosciuto con molti nomi, tra cui Lin Fuchen (林 辅臣) ), Lin Darin, Su Pe Lin Ge Er De (斯普林 格尔德), Lin, Lin Balu Bao Luo, Bi lishi Lin (= Lin Belga), Lin Ta Jen, in Europa era noto con l'appellativo di "famoso mandarino belga".

## Biografia

### Infanzia e adolescenza
Paul Splingaerd nasce a Bruxelles nel 1842. Trovato abbandonato, viene cresciuto come figlio adottivo nella città agricola di Ottenburg, a sud-est della capitale, da parte delle famiglie Depré e Vandeput. Cresciuto in una fattoria, non riceve nessuna cultura generale e rimarrà quasi analfabeta tutta la vita.
Durante il servizio militare a Bruxelles incontra il cappellano generale Teophiel Verbist, che voleva formare un ordine missionario. Alla fine del suo servizio, Paul trova lavoro come servo, ma viene rapidamente affrancato dal Verbist, che lo fa entrare nel suo nuovo ordine, la Congregazione del Cuore Immacolato di Maria.

### In Cina
Nel 1865, a 23 anni, Verbist gli propone di accompagnarlo in Mongolia come assistente laico. Senza legami familiari, Paul Splingaerd accetta. La prima missione in Mongolia dei sacerdoti della nuova Congregazione del Cuore Immacolato di Maria (missione formata solo da quattro sacerdoti e da lui stesso) è riportata in decine di libri scritti in quel periodo ).
Impara a parlare il cinese con una velocità sorprendente, senza un libro e solo ascoltando. Dopo la morte del fondatore Teophiel Verbist (1868) lascia la missione per diventare trasportatore di casse su lunghi tragitti. È durante uno dei suoi viaggi verso Tientsin che è obbligato a uccidere per difendersi un mercante russo di nome Tchernaief, che aveva cercato di rubargli la merce. Questo avvenimento provoca un grande scalpore in ambienti diplomatici, perché Paul Splingaerd non è in possesso di passaporto personale e rischia la decapitazione. Fortunatamente, viene comunque assolto.
Entra successivamente in contatto con il famoso geologo tedesco Ferdinand von Richthofen, che è in cerca di un interprete: Splingaerd accetta di accompagnarlo nelle sue esplorazioni, imparando nozioni relative alla mineralogia e alla geomorfologia. I diari di viaggio di von Richthofen sono pieni di elogi per il suo compagno, insistendo sul suo coraggio e sulla sua bravura d'interprete.
Al termine del suo contratto (1872), divenne un commerciante di pellicce e lana di cammello. È lui a creare l'azienda Splingaerd-Graesel, sostenuta finanziariamente dalla Jardine Matheson & Co. Si tratta tuttavia di un'attività stagionale, che richiede lunghi viaggi spesso pericolosi per la presenza di numerosi briganti, dunque si dedica alla ricerca di un impiego più stabile.

#### Mandarino

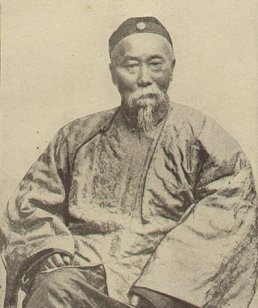
Il viceré Li Hongzhang

Paul Splingaerd entra dunque in contatto con il viceré Li Hongzhang, che lo nomina mandarino (una sorta di ispettore doganale) nel 1881. Paul è di stanza nella città di Suzhou, sul confine con il Xinjiang (新疆); qui rimane 14 anni con la moglie Catherine Chao-Li, che ha sposato nel 1873 e dalla quale ha 13 figli, dirigendo contemporaneamente anche una clinica – sempre a Suzhou – dedita alla cura del vaiolo (è lui a introdurre in Cina il vaccino apposito). Durante questi anni si dedica anche alla diffusione della cultura e della tecnologia occidentale, favorendone l'apprezzamento.
Nel 1896 lascia questa funzione e diventa ispettore delle miniere  a Kaiping (1896), vicino a Tientsin (Tianjin, 天津).
Paul viene quindi contattato da agenti di Leopoldo II del Belgio, che intende utilizzare la sua conoscenza della lingua cinese per negoziare un contratto per la costruzione della ferrovia Pechino-Hankou. I suoi sforzi sono ricompensati con successo: Paul riceve l'onorificenza del cavalierato nel neonato Ordine della Corona (1897).
Successivamente divenne Commissario dello Stato Libero del Congo (1898), mentre Li Hongzhang gli conferisce la piuma di pavone.

#### Nel Gansu

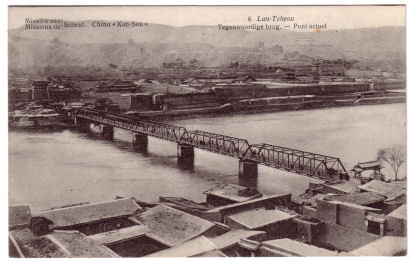
Il Sun Yat-sen Bridge, come si presentava nel 1909

La Ribellione dei Boxer, verificatasi nel 1900, lo coglie quando si trova in missione nel Gansu. In questo periodo si dedica all'aiuto dei cristiani e del principe Alashan Wang, fratello del re di Mongolia, suo amico da oltre venti anni.
Dopo aver atteso nuove istruzioni a Urga (Ulan Bator), capitale della Mongolia, riceve una nuova missione: andare in molte province come giudice, preparare una relazione sui danni della guerra civile, focalizzandosi specialmente sull'ambito delle missioni, e recuperare le ragazze cristiane cinesi che erano state vendute ai musulmani. Durante questo periodo (1903), Paul Splingaerd, nel frattempo nominato generale, si trova a Lanzhou, dove diviene consigliere del viceré Yingjia Peng; con questi realizza una serie di progetti, evidenziando le possibilità offerte dal Belgio per lo sviluppo del Gansu. Il viceré allora lo manda in Belgio (fine del 1905) per reclutare tecnici e ingegneri in grado di costruire un ponte: sua intenzione è infatti quella di costruire il primo ponte di ferro sul fiume Giallo, all'altezza di Lanzhou. Dopo alcuni mesi, il generale Splingaerd torna in Cina con tre ingegneri, ma - a dire il vero - senza alcuna soluzione per il ponte (che sarà costruito invece più tardi dai tedeschi).
Lungo il percorso da Pechino a Lanzhou, si ammala gravemente di diabete e a Xi'an è costretto al ricovero in un ospedale cristiano. Muore il 26 settembre 1906), dopo aver confidato i suoi piani al figlio maggiore, Alphonse Bernard Splingaerd (Lin Ah - 林阿德), che successivamente porterà avanti le trattative.
Paul Splingaerd rimase dunque in Cina per 41 anni. È sepolto a Pechino, nel cimitero cristiano di Chala, insieme a Ferdinand Verbiest e Matteo Ricci.

## Vita privata

### Personalità e carattere
La personalità di Paolo Splingaerd è controversa.
Chi l'ha conosciuto ha parlato spesso della sua gentilezza, del suo coraggio, del suo spirito di aiuto e sacrificio, della sua attitudine al volontariato. Gli autori che non l'hanno conosciuto direttamente e che lo hanno studiato attraverso gli archivi, invece, hanno di lui una visione più critica e talvolta anche negativa. Nonostante queste considerazioni, tutti non possono non riconoscere le sue qualità.
Nel corso degli anni, Paul Splingaerd ha mantenuto molto forte il suo sentimento patriottico verso il Belgio. Tuttavia non ha condiviso del tutto gli ideali "colonialisti" ed egemonici nei confronti della Cina propri del re Leopoldo II, tant'è che spesso tra i due vi fu qualche attrito.

### La moglie: Catherine Tchao Li

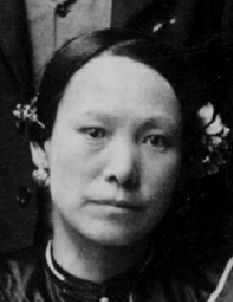
Catherine Tchao Li

Paul Splingaerd conosce la sua futura moglie, la cristiana Catherine Tchao Li, mentre sta completando i suoi studi a Eul-Shey-San-Hao (Mongolia interna). La madre di lei, presumibilmente vedova, si risposò a un certo Tchao, un cristiano noto per la sua onorabilità.
Il matrimonio di Paul (1873) si tiene cristianamente, ma alla maniera cinese, ossia alla presenza di un prete e di una suora invece dei genitori della sposa. Ci vogliono molti anni affinché il matrimonio di Lin Fuchen venga riconosciuto dal consolato belga: infatti in Belgio era vietato il fatto che l'unione civile seguisse a quella religiosa (la prassi normale cioè presupponeva che ci si unisse prima civilmente e poi eventualmente religiosamente). Dalla loro unione nascono ben 13 figli.
Catherine ha molto da fare per crescere i suoi figli, specialmente per il fatto che Paul è spesso lontano da casa per diverse settimane o mesi e che il suo reddito, benché moglie di un alto funzionario dell'Impero, non è comunque elevato.
Muore nel 1918 ed è sepolta accanto al marito nel cimitero cristiano di Chala, a Pechino.

### Discendenza
Tredici furono i figli di Paul Splingaerd e Catherine Li (10 femmine, 3 maschi).

## Commemorazioni

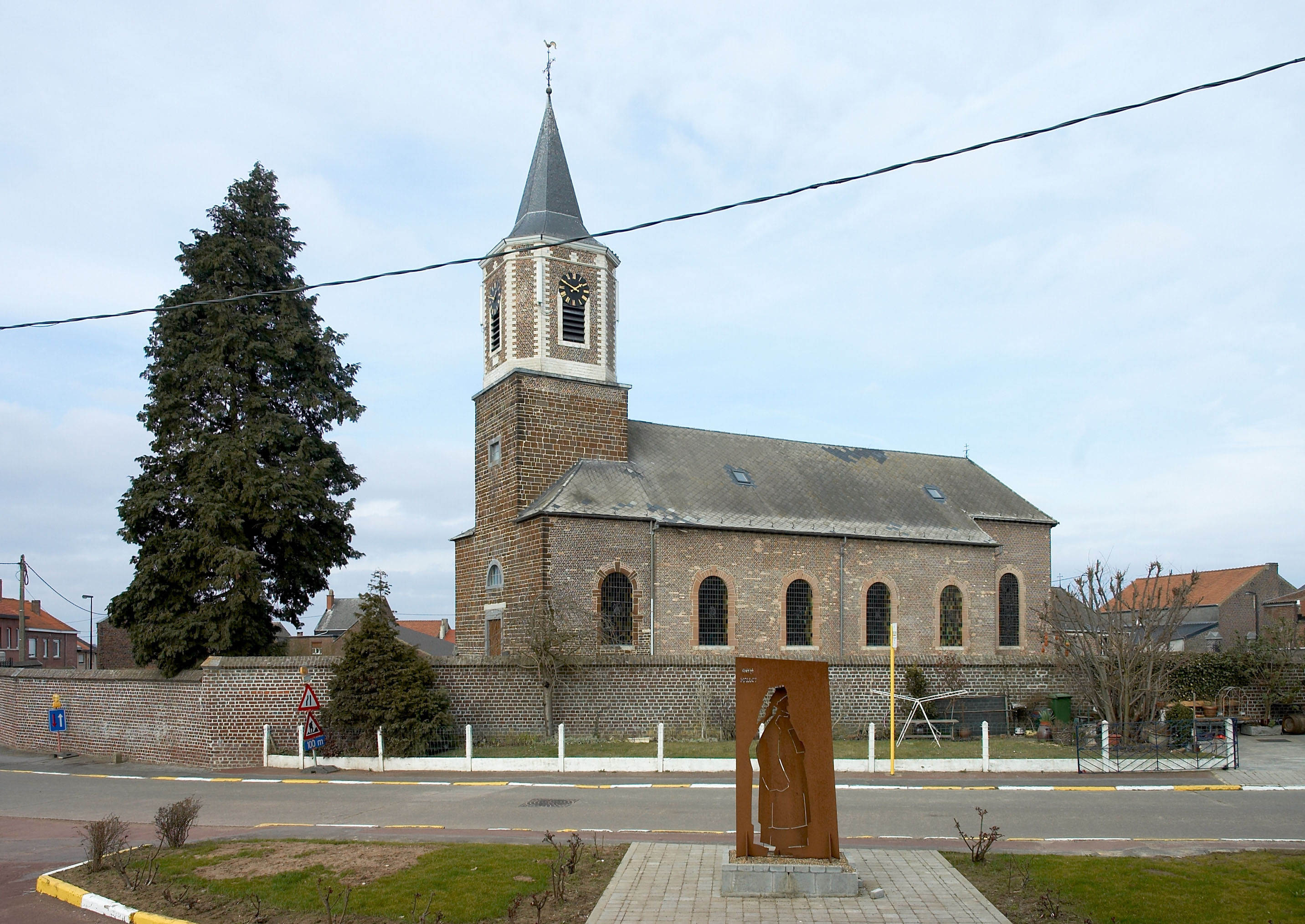
La chiesa di Ottenburg (frazione del comune belga di Huldenberg e la statua moderna di Paul Splingaerd realizzata da René Hallet.

- Il comune di Huldenberg ha collocato nel 2006, in occasione del 100º anniversario della morte di Paul Splingaerd, una statua moderna del mandarino davanti alla chiesa del paese, su iniziativa della società storica locale.
- Una statua è stata eretta nel 2008 a Gansu in onore di Lin Fuchen; sul basamento è riportata la scritta “Lin Fuchen (1842-1906) - Benefattore storico della città”.
- Ad oggi i discendenti diretti di Paul Splingaerd sono circa 350, sparsi in oltre 20 paesi in tutto il mondo[40]; pochi rimangono in Cina o in Taiwan. Otto di essi sono stati onorati dalla città di Lanzhou nel 2009 come cittadini onorari, in occasione del 100º anniversario della costruzione del Sun Yat-sen Bridge, durante una cerimonia andata in onda in diretta sulla televisione cinese nazionale.
- Paul è stato anche l'ispiratore per i personaggi in almeno due romanzi: “Il dono” di Vladimir Nabokov, edito nel 1937, e “Maator il Mongolo” di Jean Blaise. Il drammaturgo belga Tone Brulin si è inoltre basato sulla vita di Paul per il suo musical “De staart van de mandarijn” del 1988.

## Onorificenze
- Piuma di pavone